# Zamek w Krzepicach

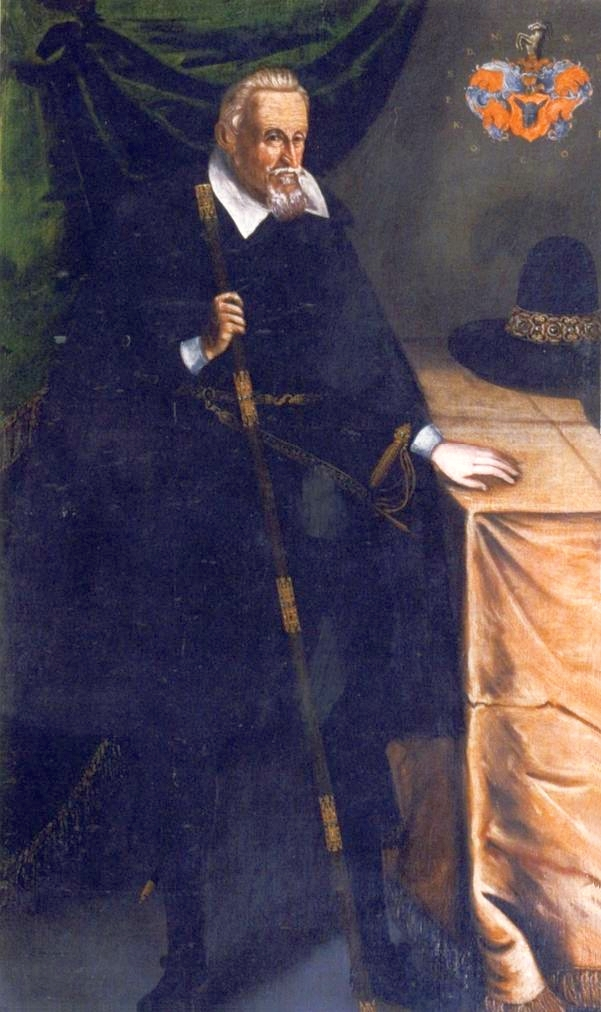
marszałek Mikołaj Wolski – inicjator przebudowy renesansowej

Zamek w Krzepicach – nieistniejący obecnie niewielki zamek królewski zbudowany z cegły w połowie XIV w. w Krzepicach. Przebudowany w XVI w. w stylu renesansowym i otoczony w XVII w. fortyfikacjami bastionowymi. Zniszczony w XIX w.
Zamek królewski położony był w drugiej połowie XVI wieku w powiecie lelowskim województwa krakowskiego.

## Historia
Pierwszy zamek zbudowano w połowie XIV w. roku na polecenie króla Kazimierza Wielkiego o czym wzmiankowali kronikarze Janko z Czarnkowa i Jan Długosz. Warownię wzniesiono w pobliżu strategicznej przeprawy przez rzekę Liswartę. Przypuszczalnie ceglany zamek gotycki miał kształt czworokątny i wzmacniała go wieża. W dniu 24 sierpnia 1357 r. w czasie pobytu na zamku króla Kazimierza ze świtą, w dokumencie „Terminus ante quem” po raz pierwszy wymieniony został burgrabia krzepicki Prandota. W 1370 r. król Ludwik Węgierski przekazał zamek w lenno Władysławowi Opolczykowi. W 1383 r. szlachta zgromadzona na zjeździe w Sieradzu zażądała od króla odebrania mu tego zamku. W związku z konfliktem z Władysławem Jagiełłą zamek został zdobyty przez wojska królewskie w 1391 r. i następnie przekazany w dzierżawę wojewodzie krakowskiemu Spytkowi z Melsztyna. W 1404 r. zamek wraz z całą okolicą otrzymał w dożywocie od króla Władysława Jagiełły rycerz Hinczka z Rogowa herbu Działosza. Król zobowiązał go do przeprowadzenia remontu obiektu i wzmocnienia jego warowności.
W 1521 r. król Zygmunt I Stary przekazał starostwo krzepickie i zamek Mikołajowi Szydłowieckiemu herbu Odrowąż, który w latach 1526-1529 „niemal od fundamentów z cegły wybudował i zrestaurował”. Jednak przekaz z 1532 r. wymienił tylko jeden budynek murowany określony jako pallatium informując, że pozostała zabudowa była drewniana. W 1553 roku król Zygmunt August przekazał Krzepice na krótko w ręce królewny Izabeli Jagiellonki. W 1556 r. zatrzymała się na zamku w czasie powrotu do Włoch królowa Bona Sforza. Wzmianka z 1564 r. wspomina, że zamek wymaga remontu i że do tej pory wykonano prace jedynie przy wieży. W trakcie walk o koronę Polską w 1587 r. zamek na krótko został zajęty przez arcyksięcia Maksymiliana III Habsburga. Po 1588 r. marszałek wielki koronny i starosta krzepicki Mikołaj Wolski herbu Półkozic rozbudował zamek na rezydencję renesansową, co potwierdzają znaleziska fragmentów kamieniarki z tego okresu. Starosta posiadał w rezydencji okazały zbiór obrazów mistrzów włoskich. Zamek renesansowy po rozbudowie Wolskiego składał się z wieży bramnej i trzech dwupiętrowych skrzydeł mieszkalnych oraz krużganków zamykających dziedziniec z czwartej strony. Całość była otoczona murem z czterema okrągłymi wieżyczkami w narożach. Do zamku przylegało ufortyfikowane przedzamcze. Na początku XVII wieku na zamku przebywał alchemik Michał Sędziwój.
W dniu 6 listopada 1655 r. zamek został zajęty przez wojska szwedzkie pod dowództwem hrabiego Jana Vekarta z Vřesovic i stanowił dla nich bazę zabezpieczającą oblężenie Jasnej Góry. W styczniu 1656 r. zamek został zdobyty przez oddziały polskiej szlachty i górali pod dowództwem Jana Bogusława Petryczyna, a następnie odbity przez Szwedów, jednak wkrótce odzyskał go wypadem z zamku w Dankowie kasztelan krakowski Stanisław Warszycki.
Po potopie zamek odbudowano w latach 1657-1671 z inicjatywy starosty Jacka Michowskiego oraz rozpoczęto wznosić fortyfikacje bastionowe. W 1660 r. były gotowe trzy bastiony i palisady wzmocnione basztami. Wjazd był usytuowany od strony północno-zachodniej. Zbudowano też most drewniany, przechodzący przez całą dolinę rzeki Liswarty. Po Michnowskim prace kontynuował jego następca na stanowisku starosty, Samuel Prażmowski, który zbudował czwarty bastion.
W 1711 r. starostą został Piotr Michał Miączyński i w rękach jego rodziny zamek pozostawał do 1775 roku. W 1765 r., w czasach gdy starostą był Adam Kajetan Miączyński, zamek opisano jako nienadającą się do zamieszkania ruinę, którą otaczają same błota. Ostatnim starostą był od 1774 roku jego syn August Miączyński.
Na polecenie władz rosyjskich około 1840 r. rozebrano ruiny i sprzedano jako materiał budowlany na licytacji. Po śmierci w 1881 r. ostatniego właściciela zamku Pawła Szyszkowskiego, teren po zamku odziedziczyła jego wnuczka Jadwiga Kowalska.
Obecnie teren dawnego zamku należy do osoby prywatnej.

## Architektura
Według lustracji z 1636 r. renesansowy zamek był niewielki. Posiadał mały dziedziniec wewnętrzny otoczony z trzech stron dwupiętrowymi skrzydłami mieszkalnymi. Z czwartej strony dziedziniec zamykały krużganki, pełniące funkcję klatki schodowej, łączącej skrzydła mieszkalne oraz kaplicę i wysoki parter. Zamek był otoczony murem z czterema narożnymi wieżyczkami. Budowla renesansowa została zbudowana na prostokątnym rzucie gotyckiego dziedzińca. Stare mury obwodowe stały się zewnętrznymi ścianami budynków mieszkalnych. Na środku frontowej fasady znajdowała się wysoka wieża z bramą prowadzącą na dziedziniec. Przy zamku znajdował się ogród włoski i zwierzyniec oraz ufortyfikowane przedzamcze.

## Prace archeologiczne
W 2014 r. wstępne poszukiwania terenowe niezależnego interdyscyplinarnego zespołu „Badania Historycznych Miast i Zamków” (w którego skład wchodzili Wojciech Dudak, Radosław Herman, Andrzej Kobus) pozwoliły odkryć liczne, bogate i dobrze zachowane detale architektoniczne pochodzące z zamku w Krzepicach.